# Чрезвычайное положение в Российской Федерации

Чрезвычайное положение в Москве в октябре 1993 года

Чрезвычайное положение — особый правовой режим, который вводится в стране или отдельных её районах для защиты от появившейся внутренней угрозы. Режим чрезвычайного положения предполагает ограничение прав и свобод граждан и юридических лиц, а также возложение на них дополнительных обязанностей.
При этом режим чрезвычайного положения, который вводится в случае сопровождающихся насилием беспорядков или столкновений, попытки переворота, стихийном бедствии или техногенной катастрофе, следует отличать от режима военного положения, который вводится в случае внешней агрессии.
Порядок введения и отмены чрезвычайного положения в России регулируется федеральным конституционным законом от 30 мая 2001 года № 3-ФКЗ «О чрезвычайном положении», который заменил одноимённый закон 1991 года.
Ранее Государственная дума предпринимала несколько попыток подготовки и принятия закона, особенно в период действия режима чрезвычайного положения на части территории Северной Осетии и Ингушетии (1992—1995), однако ни одна из этих попыток не увенчалась успехом.

## История
В России после распада СССР чрезвычайное положение на общефедеральном уровне не вводилось.
9 ноября 1991 года президент Борис Ельцин ввёл режим чрезвычайного положения в Чечено-Ингушетии, где Джохар Дудаев подписал указ о государственной независимости Чечни. Однако Верховный совет РСФСР отказался утвердить этот указ, и уже 11 ноября режим ЧП прекратил действие.
2 ноября 1992 года Ельцин ввёл чрезвычайное положение в Ингушетии и Северной Осетии, где разгорелся межнациональный конфликт. Как и годом ранее в Чечне, здесь был введён особый порядок управления и назначена временная администрация. Руководителем временной администрации стал федеральный вице-премьер Георгий Хижа, его заместителем — руководитель госкомитета по чрезвычайным ситуациям Сергей Шойгу.
31 марта 1993 года режим чрезвычайного положения в Северной Осетии и Ингушетии был отменён. Вместо него президент ввёл режим ЧП на части Пригородного района Северной Осетии и Назрановского района Ингушетии и в прилегающих местностях, который затем несколько раз продлевался. Однако в начале 1995 года Совет Федерации отказался санкционировать очередное продление этого режима, и он был отменён до 15 февраля 1995 года.
С 3 по 4 октября 1993 года Ельцин вводил чрезвычайное положение в Москве, с целью подавления протестующих против разгона Верховного совета.
По данным А. Литвиненко, в 1995 году высокопоставленные деятели генералитета из президентского окружения — Коржаков, Барсуков, Рогозин и Зорин планировали вариант конституционного переворота с введением в РФ чрезвычайного положения, установлением диктатуры и роспуском госдумы, но попали в опалу и планы сорвались.

## Введение и отмена
Чрезвычайное положение в России вводит президент при обстоятельствах, предусмотренных законом «О чрезвычайном положении», с незамедлительным сообщением об этом Совету Федерации и Государственной думе.
Новый закон «О чрезвычайном положении» вводит понятие целей и обстоятельств введения чрезвычайного положения. Чрезвычайное положение вводится для «устранения обстоятельств, послуживших основанием для введения чрезвычайного положения, обеспечения защиты прав и свобод человека и гражданина, защиты конституционного строя Российской Федерации» (ст. 2).
Чрезвычайное положение вводится лишь при наличии обстоятельств, представляющих «непосредственную угрозу жизни и безопасности граждан или конституционного строя Российской Федерации», и может вводиться только Президентом РФ. Такие основания подразделяются на две категории:
- попытки насильственного изменения конституционного строя Российской Федерации, вооружённый мятеж, региональные конфликты и т. п.
- чрезвычайные ситуации природного и техногенного характера, стихийные бедствия и т. п. (ст. 3).

Чрезвычайное положение вводится указом президента, на всей территории России сроком не более 30 суток или в отдельных местностях сроком не более 60 суток с правом их продления новым указом президента. Когда цели введения чрезвычайного положения достигнуты, оно отменяется — полностью или частично.
Указ президента о введении чрезвычайного положения не требует предварительного согласования с руководством субъектов Федерации, однако он должен быть одобрен Советом Федерации «в возможно короткие сроки», в течение 72 часов с момента обнародования указа. Указ, не утверждённый Советом Федерации за эти 3 дня, автоматически утрачивает силу. Президентский указ о продлении чрезвычайного положения требует такого же одобрения Советом Федерации.
При этом указ подлежит не только незамедлительному официальному опубликованию, но и незамедлительному обнародованию по радио и телевидению.
Обеспечивают режим чрезвычайного положения в основном органы внутренних дел и уголовно-исправительной системы, федеральные органы безопасности, национальная гвардия и спасатели. В исключительных случаях допускается привлечение военных — для ограничения въезда, для охраны критической инфраструктуры, для разъединения противоборствующих сторон, для пресечения деятельности незаконных вооружённых формирований и для ликвидации чрезвычайных ситуаций и спасения людей. При этом все войска в зоне чрезвычайного положения переходят в оперативное подчинение единому федеральному ведомству.

## Допустимые ограничения
Президентский указ о введении чрезвычайного положения должен содержать «исчерпывающий перечень временных ограничений прав и свобод граждан Российской Федерации, иностранных граждан и лиц без гражданства, прав организаций и общественных объединений».
Закон «О чрезвычайном положении» предусматривает три группы временных ограничений, которые может ввести президент:
1. Общие ограничения:
- приостановка полномочий региональных и местных властей и действия региональных и местных законов, противоречащих указу о чрезвычайном положении;
- ограничение свободы передвижения, въезда и выезда, дорожного движения, досмотр транспортных средств;
- усиление охраны общественного порядка и критической инфраструктуры, остановка опасных производств;
- ограничение экономической и финансовой деятельности, особый порядок оборота продовольствия и предметов первой необходимости;
- запрет массовых мероприятий и забастовок;
- эвакуация ценностей, если есть реальная угроза их похищения или повреждения.

2. Ограничения в случае беспорядков или попытки переворота:
- комендантский час, выдворение иногородних нарушителей режима;
- цензура;
- проверки документов, личных вещей, транспортных средств и жилья;
- ограничение продажи оружия, опасных веществ, наркотиков, лекарств и алкоголя, их временное изъятие у граждан;
- продление ареста подозреваемым в особо тяжких преступлениях — на весь срок действия чрезвычайного положения.

3. Ограничения в случае стихийных или техногенных катастроф:
- временное отселение в безопасные районы;
- карантин;
- мобилизация любых организаций и их переориентация для нужд чрезвычайного положения;
- отстранение руководителей государственных организаций, неспособных обеспечить режим чрезвычайного положения;
- мобилизация жителей и их транспортных средств для аварийно-спасательных работ.

При этом предполагаются оплата труда мобилизованных жителей, компенсации за использованное имущество. Запрещается создание чрезвычайных судов или ускоренное судопроизводство, судебная система и прокуратура действуют в прежнем виде. Запрещается расширять применения физической силы, специальных средств и оружия.

## Порядок управления
Закон «О чрезвычайном положении» предусматривает три варианта управления в случае чрезвычайного положения. Первый, базовый, предполагает создание комендатуры. Второй и третий называются «особым управлением» и вводятся в особенно сложных условиях.

### Обычное управление и комендатура
При введении чрезвычайного положения не проводятся выборы и референдумы, а полномочия выборных органов власти, органов местного самоуправления и должностных лиц в зоне действия чрезвычайного положения автоматически продлеваются. Если режим вводится на всей территории страны, Совет Федерации и Государственная дума продолжают работу в течение всего периода его действия.
Президент назначает в зоне действия чрезвычайного положения коменданта, который управляет обеспечивающими режим чрезвычайного положения правоохранителями и военными, определяет порядок действия введённых ограничений или предлагает президенту ввести дополнительные, а также участвует в работе любых государственных или местных органов на своей территории. Для координации действий различных сил и средств комендант может создать объединённый оперативный штаб.
Закон предусматривает возможность введения «особого управления» территорией, на которой объявлен режим чрезвычайного положения, после соответствующего предупреждения, обращённого президентом к населению и должностным лицам органов государственной власти субъекта РФ и органов местного самоуправления, действующих на такой территории.

### Временное специальное управление
Временный специальный орган управления территорией принимает на себя полномочия региональных и местных властей, полностью или частично. Руководителя этого органа назначает президент, а комендант становится его первым заместителем.

### Федеральное управление
Федеральный орган управления заменяет временный специальный орган, если тот не справился со своими задачами. Его руководителя также назначает президент, а комендант так же становится его первым заместителем. При этом федеральный орган полностью принимает на себя полномочия региональных и местных властей.